# Jeff van Dyck
Jeff van Dyck (Vancouver, 1969) es un compositor de música de videojuegos canadiense. Es el director de audio de la empresa de The Creative Assembly, cuyas oficinas están en Fortitude Valley, Brisbane, Australia.

## Trabajos realizados
Durante toda su vida, ha colaborado en diferentes proyectos de realización de música de diferentes videojuegos, la mayoría de la saga Total War, esta es la lista:
- Submerged: Hidden depths (2022)
- Unpacking (2021)
- Paint the Town Red (2021)
- Forts (2017)
- Skyward Journey (2017)
- Hand of fate 2 (2015)
- Submerged (2015)
- Hand of fate (2015)
- Alien: Isolation (2014)
- Shogun II Total War y sus expansiones (2011)
- Stormrise (2009)
- Medieval II Total War y sus expansiones (2006)
- Spartan Total Warrior (2005)
- Rome Total War y sus expansiones (2004)
- Tiger Woods PGA Tour 2004 (2003)
- EA Sports Rugby 2004 (2003)
- Medieval Total War (2002)
- Emperor : Rise of the Middle Kingdom (2002)
- Shogun: Total War (2001)
- EA Sports Rugby 2001 (2000)
- EA Sports Cricket 2000 (2000)
- Battleship – Surface Thunder (2000)
- Sled Storm (1999)
- Missile Command (1999)
- EA Sports Cricket World Cup (1999)
- EA Sports AFL ’99 (1998)
- EA Sports NHL ’99 (1998)
- EA Sports NHL ’98 (1997)
- EA Sports NHL ’97 (1996)
- Need for Speed II (1996)
- The Need for Speed (1995)
- Coach K College Basketball (1995)
- EA Sports NBA ’96 Live (1995)
- EA Sports NHL ’96 (1995)
- FIFA Soccer ’95 (1994)
- FIFA International Soccer (1993)
- Skitchin’ (1993)